# Mariano Marín Magallón
Mariano Marín Magallón (Barcelona, 1866-Madrid, 1924) fue un arquitecto y profesor español.

## Biografía
Nació en Barcelona en 1866, hijo de Rudesindo Marín, escenógrafo y pintor. En 1894 se licencia por la Escuela Superior de Arquitectura de Madrid y en 1893 obtiene una plaza como profesor en la Escuela de Artes y Oficios de la ciudad asturiana de Gijón. Llegaría a dirigir esta institución entre 1895 y 1904 y finalmente la abandona en 1911. En 1899 es nombrado arquitecto de la Exposición Regional de Gijón, hecho que le da fama en todo el Principado, donde desarrollaría toda su obra artística. Proyectaría edificios de diversa índole, especialmente en Gijón, adscrito al estilo ecléctico con toques clasicistas. En 1900 efectúa un viaje por Europa, familiarizándose con la arquitectura art-nouveau. 

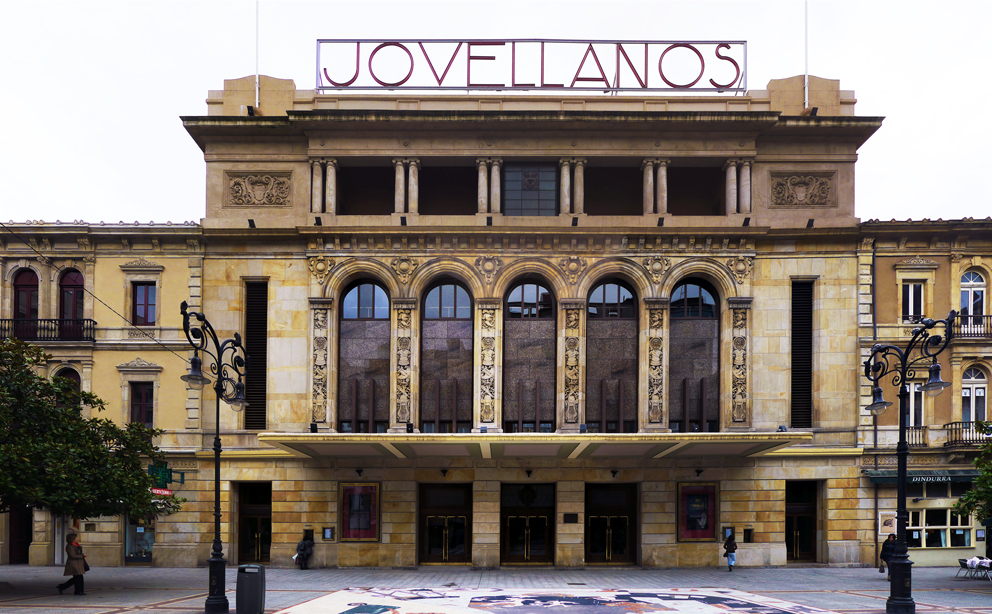
El Teatro Jovellanos fue parcialmente destruido durante la Guerra Civil. Mariano Marín proyectó toda la manzana, incluyendo al café Dindurra.

En 1904 el fallecimiento de su mujer le hace dimitir como director de la Escuela, finalmente la abandonaría en 1911 y se muda a Madrid. Ahí se convierte en profesor de dibujo técnico de la Escuela de Artes y Oficios de Madrid. Su hermano, Manuel, era profesor de la misma escuela y como su padre, escenógrafo, por lo que colaboró con él en algunos teatros de la capital. Fallecería en Madrid en 1924, a los 56 años de edad.

## Familia
En 1896 contrae matrimonio con Amelia Viña, del que tendrían un hijo; Mariano Marín Viña, también arquitecto con una importante obra racionalista. Su nieto, Mariano Marín Rodríguez-Rivas (1926-2022), continúa con la profesión con importantes obras en Asturias en la segunda mitad del siglo XX. Su bisnieto, Mariano Marín Albi, es un abogado y político asturiano.
Su segunda mujer se llamaba Juana Gutiérrez.

## Obras

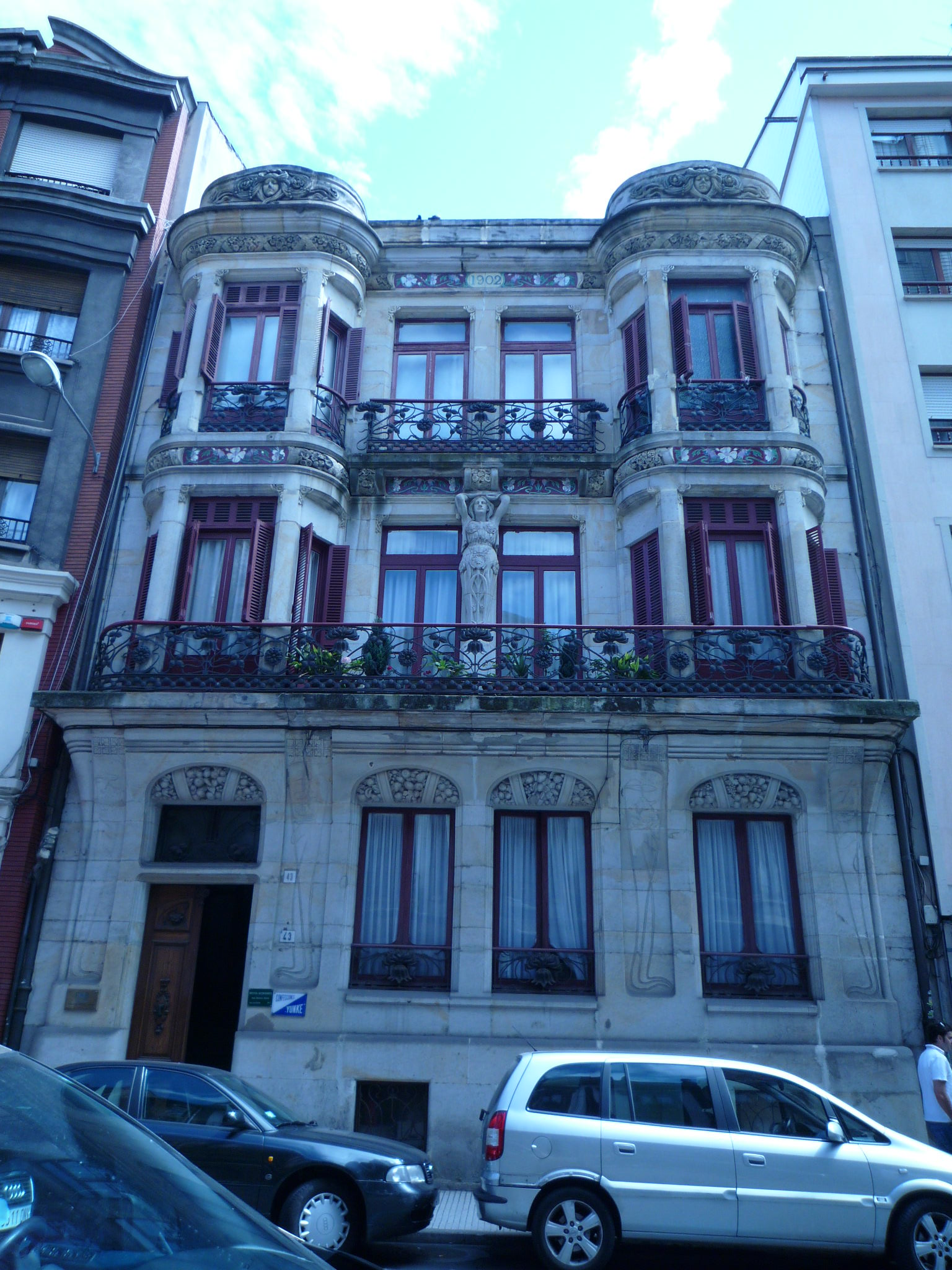
Calle Cabrales, 43 (1903). Una de sus obras más reconocidas.

Mariano Marín Magallón fue el principal arquitecto de la ciudad de Gijón a finales del siglo XIX. Destaca un gran número de edificios residenciales ordenados construir por la burguesía local. Su estilo se enmarcó en el estilo ecléctico, derivando al final de su carrera al modernismo. Fue especialmente hábil en el diseño de fachadas y, en especial, de sus balcones.
- Edificios gemelos en calle Ezcurdia, 4-6 (Martillo de Capua, Gijón, 1888).[6]
- Edificio calle Covadonga, 3 (Gijón, 1895).[7]
- Edificio calle Casimiro Velasco, 2, con calle Capua (Gijón, 1896).[8]
- Palacete entre las calles Celestino Junquera y Concepción Arenal (Gijón, 1897, derribado).
- Pabellón Central de la Exposición Regional de Gijón (1898).
- Edificio de las Cariátides de la Corrida, 3 (Gijón, 1899).[9]
- Edificio calle Covadonga, 24 (Paseo de Begoña, Gijón, 1899).[10]
- Manzana de edificios del Teatro Dindurra (Gijón, 1899), actualmente Teatro Jovellanos.[11]
- Palacio de la familia Alvargonzález (Martillo de Capua, Gijón, 1899).[12]
- Panteón en cementerio de El Suco (Gijón, 1901).
- Taller de la Compañía Asturiana de Artes Gráficas (El Natahoyo, Gijón, 1901).[13]
- Edificio de la calle Cabrales, 43 (Gijón, 1901).[10]
- Casa para Agustín Alvargonzález en la calle Concepción Arenal, 10 (Gijón, 1901).[14]
- Calle San Bernardo, 59 (Gijón, 1903).[15]
- Edificio calle Corrida, 33 (Gijón, 1903).[5]
- Edificio calle Corrida, 35 (Gijón, 1903).[16][17]
- Ayuntamiento de Pola de Laviana (1905).

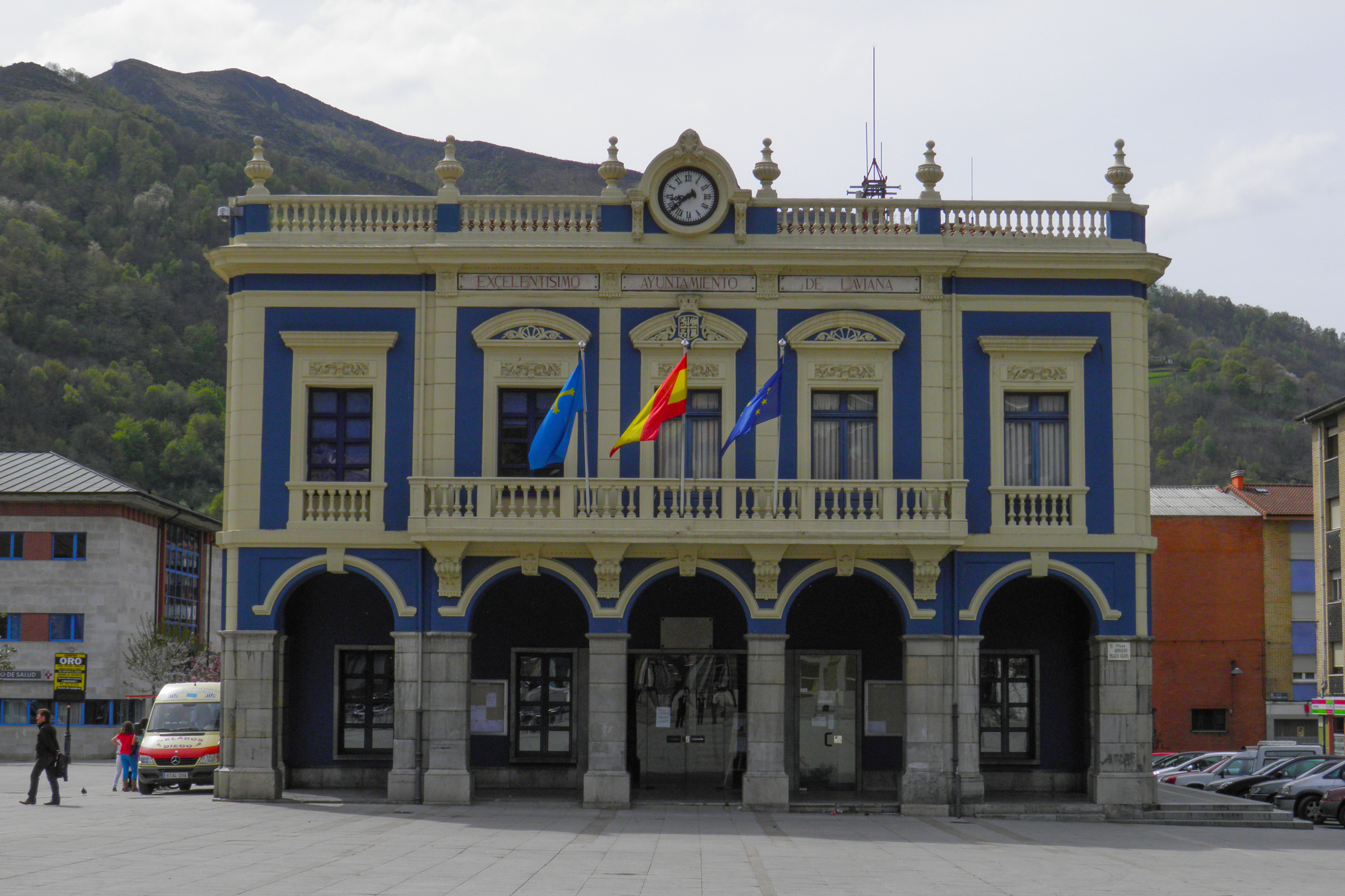
Ayuntamiento de Pola de Laviana, 1905.

- Ayuntamiento de Pola de Laviana, 1905.Edificio calle San bernardo, 40 (Plaza del Instituto, Gijón, 1911).[18]

## Galería

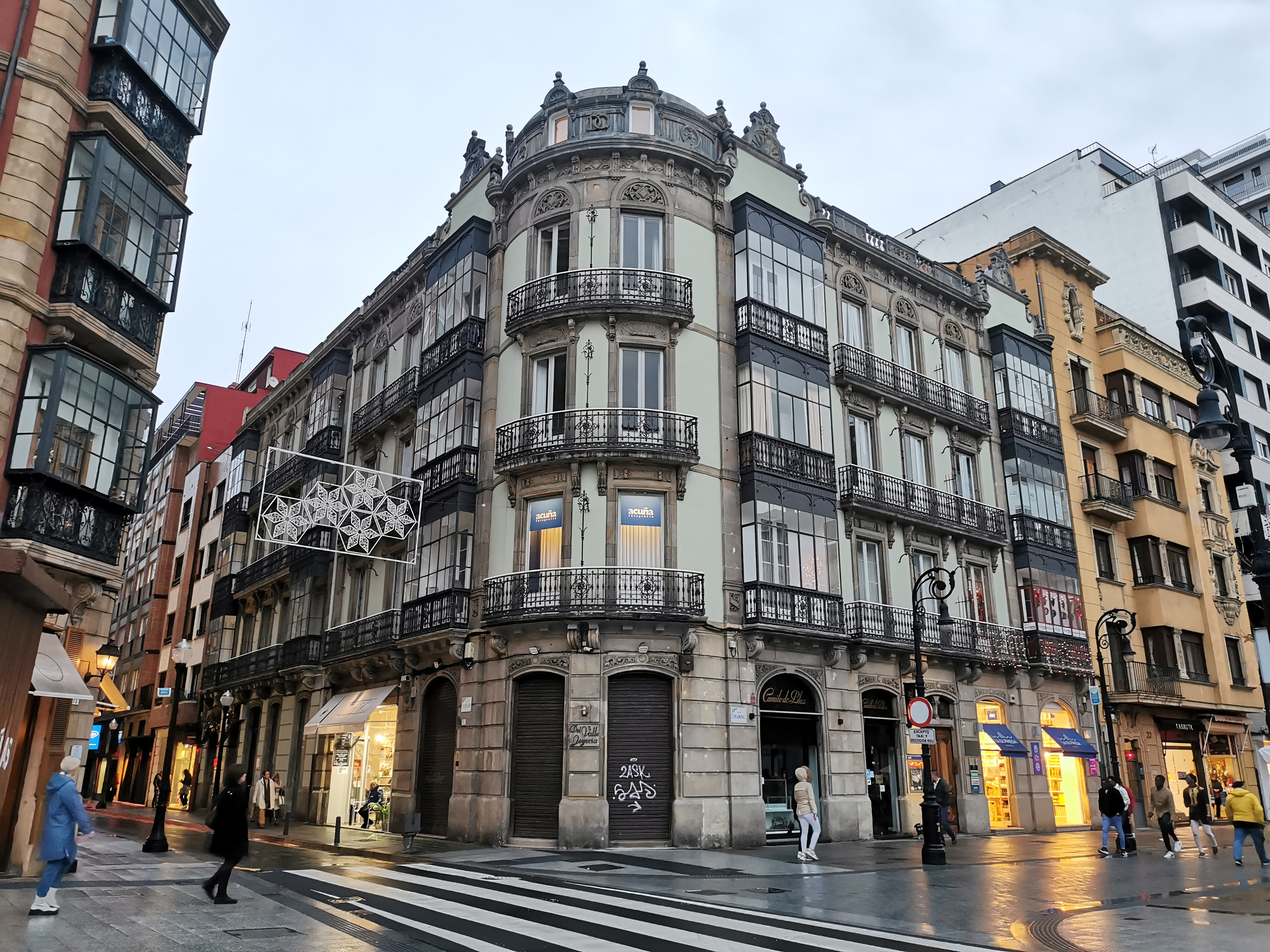
Calle Covadonga, 24. (Paseo de Begoña, Gijón, 1899)
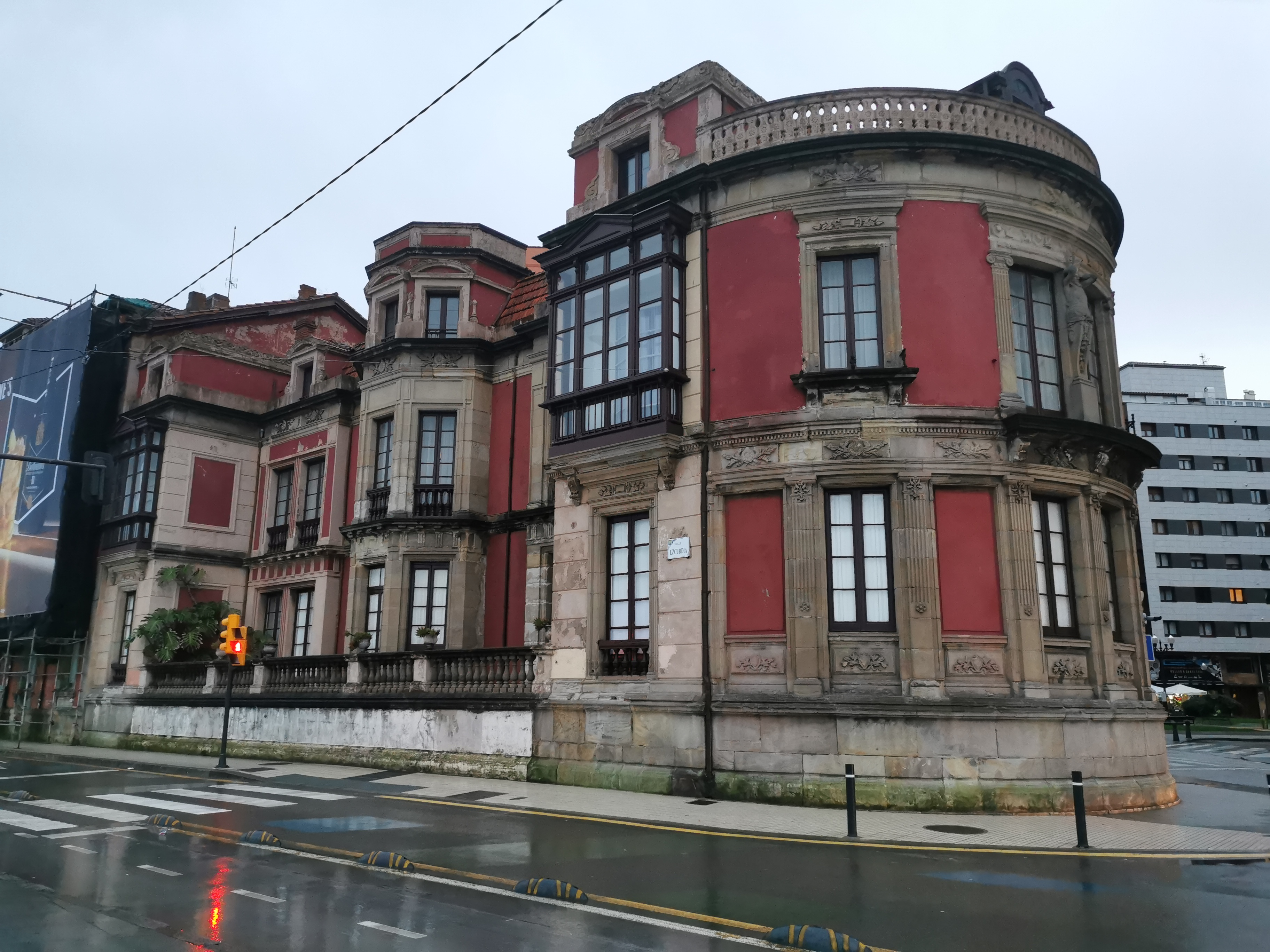
Palacio de los Alvargonzález (Gijón, 1899)
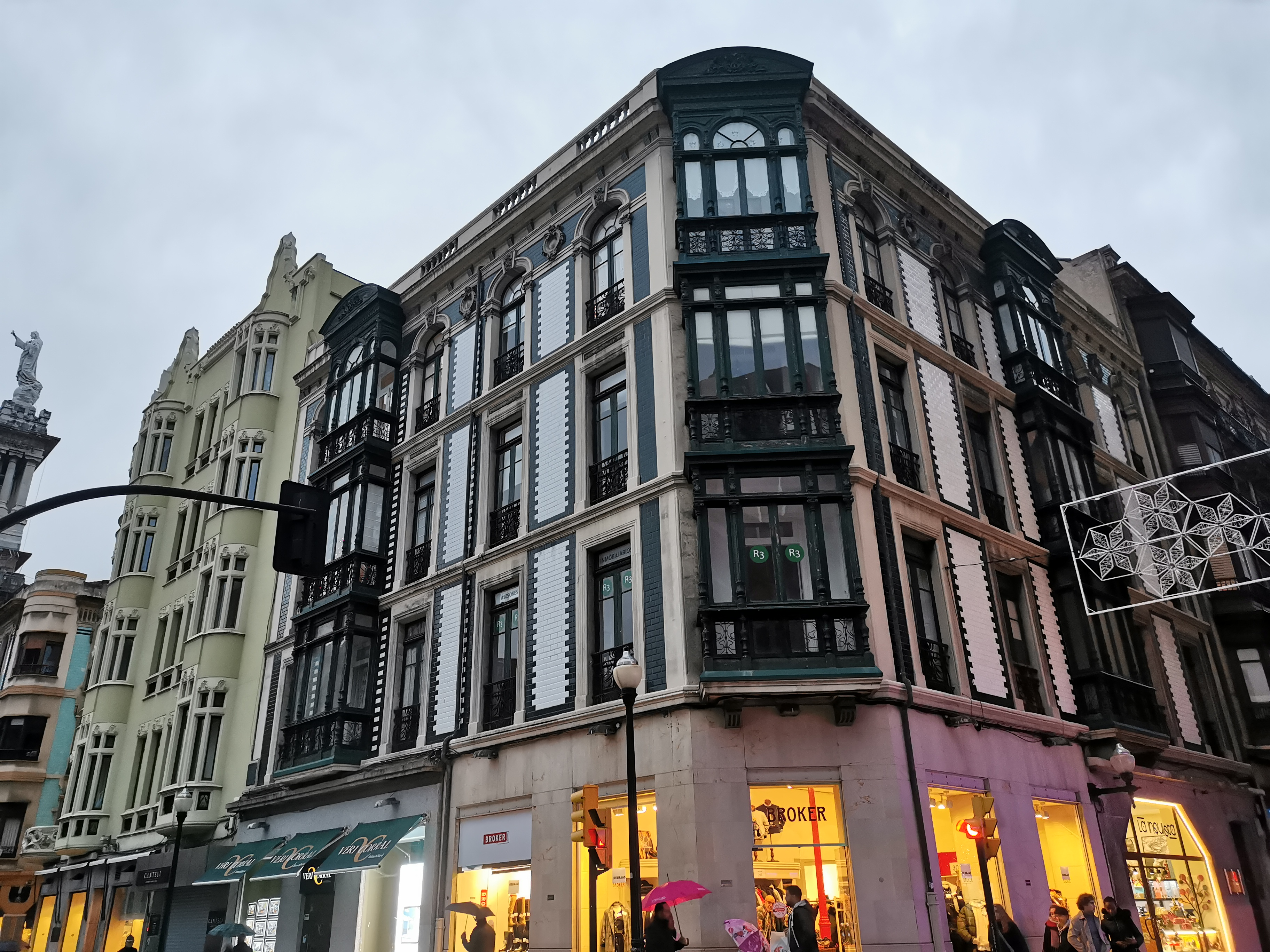
Calle San Bernardo, 40 con plaza del Instituto (Gijón, 1911)